# NGC 3562
NGC 3562 este o galaxie eliptică situată în constelația Dragonul. A fost descoperită în 3 aprilie 1785 de către William Herschel. Se află la o distanță de 93,3 de megaparseci de Pământ.